# Shellenius montana
Shellenius montana är en insektsart som först beskrevs av Fowler 1900.  Shellenius montana ingår i släktet Shellenius och familjen Derbidae. Inga underarter finns listade i Catalogue of Life.